# Svitlana Serhiivna Loboda
Svitlana Serhiivna Loboda (tiếng Ukraina: Світлана Сергіївна Лобода; tiếng Nga: Светлана Сергеевна Лобода, đã Latinh hoá: Svetlana Sergeyevna Loboda; sinh ngày 18 tháng 10 năm 1982), hay còn được biết với nghệ danh LOBODA, là một ca sĩ và nhạc sĩ sáng tác bài hát người Ukraina. Trong sự nghiệp của mình, Loboda đã gặt hái thành công quốc tế ở các quốc gia Đông Âu. Cô là quán quân của ZD Awards và Bravo International Professional Music Awards (giải âm nhạc chuyên nghiệp quốc tế Bravo).

## Cuộc đời và sự nghiệp

### Những năm đầu đời
Svitlana Loboda sinh ngày 18 tháng 10 năm 1982 trong Bệnh viện lâm sàng Oleksandrivskaya ở Kyiv, với cha mẹ là Sergii và Natalia Loboda. Đến năm 1989, cô sống cùng gia đình ở Irpin (vùng Kyiv) và trải qua thời thơ ấu tại đây. Cô tốt nghiệp trường nhạc ở các lớp chuyên dạy dương cầm, chỉ huy dàn nhạc và học thuật thanh nhạc.
Sau khi có được môi trường giáo dục đầu tiên, cô đăng ký vào Học viện Xiếc và Tạp kỹ Kyiv, Khoa Thanh nhạc. Ngay ở năm nhất, Svitlana trở thành thành viên của nhóm nhạc "Cappuccino", và nhóm có được một vị trí xứng đáng trên sân khấu Ukraina. Tuy nhiên, sau này cô nhận ra nhóm không theo phong cách của mình nên rời đi sau khi hết hợp đồng.
Ngoài ra, Loboda đã tham gia vở nhạc kịch đầu tiên "Equator" của Ukraina (do Viktor Shulakov đạo diễn); và cô được sắm một trong các vai chính — Mirana man rợ. Sau buổi ra mắt Equator, Loboda được bàn tán về việc đang là ngôi sao triển vọng ở Ukraina.
Trong thời gian đóng nhạc kịch, một bài hát và video mang tên "Black Angel" (được thu âm và ghi hình với Svitlana Loboda) đã được phát hành rộng rãi.

### VIA Gra/Nu Virgos
Ngày 28 tháng 12 năm 2003, Loboda lập ra ban nhạc riêng mang tên Ketch. Mùa thu năm 2004, sau khi vượt qua vòng tuyển chọn, Loboda trở thành nghệ sĩ solo mới trong nhóm ba người "VIA Gra". Trong vai trò thành viên của nhóm, cô tham gia đi lưu diễn ở khắp các thành phố của châu Á, đóng trong video âm nhạc (MV) "Biology" và vở nhạc kịch đón Năm mới "Sorochynskyi Yarmarok" của kênh truyền hình "Inter". Ba năm sau, Svitlana rời nhóm và vào tháng 12, cô phát hành đĩa đơn đầu tiên mang tên "Black and White Winter". Tháng 11 năm 2005, album solo đầu tiên của Loboda mang tên You Will Not Forget được phát hành.
Năm 2006, MV - đĩa đơn "Black Angel" được phát hành; sau một chuyến đi đến Nhật Bản, Loboda đã ghi âm ca khúc "Wait, man". Cùng năm ấy, cô làm MC cho chương trình Shoumaniya trên Kênh Novy. Năm 2007, cô trở thành MC của “Hoa hậu CIS” trên kênh TET. Cô mở công ty du lịch riêng mang tên “Happy Vacations”. Tháng 10 năm 2007, MV phần ca từ cho bài "Happiness" được phát hành. Ngày 18 tháng 10 năm 2007, Loboda tổ chức buổi triển lãm các bức ảnh của cá nhân cô dành riêng cho Ấn Độ. Mục đích mở buổi triển lãm là để giúp trẻ mồ côi và trẻ em mắc ung thư. Năm 2008, cô bắt đầu sáng tạo bộ sưu tập quần áo "F*ck the macho" cho giới trẻ, cùng năm ấy album thứ hai là Not Macho được phát hành. Ngày 18 tháng 10, Loboda thắng Giải Olympus Quốc gia ở hạng mục "Phong cách trình diễn nguyên bản".

### Eurovision 2009

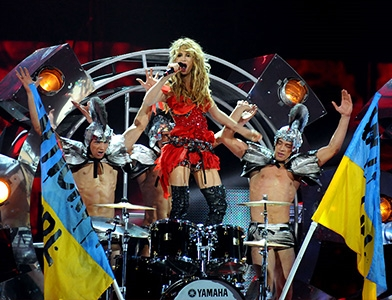
Loboda biểu diễn ở vòng bán kết thứ hai của Eurovision 2009.

Năm 2009, "Be My Valentine" được nộp dự thi ở vòng loại Ukraina để chọn ra nghệ sĩ dự Eurovision Song Contest 2009. Ngày 8 tháng 3, Loboda giành chiến thắng vòng loại Eurovision 2009 và giành quyền đại diện cho Ukraina dự vòng chung kết của cuộc thi. Ngày 18 tháng 3, cô trình bày MV bài "Be My Valentine" (Anti-crisis girl!).
Tại lễ khai mạc Eurovision 2009, Loboda xuất hiện với cơ thể bị quấn băng và có vết trầy, cùng phần hóa trang để thu hút mọi người chú ý tới sáng kiến "Say Stop Domestic Violence" (Hãy nói chấm dứt với bạo lực gia đình). Sau đó, nữ ca sĩ người Pháp Patricia Kaas tham gia chiến dịch này.
Loboda đứng thứ 12 ở vòng chung kết của cuộc thi với 76 điểm. Tuy nhiên, vị trí chung cuộc thấp ở cuộc thi không hề ảnh hưởng đến việc cô giành vị trí đầu tiên trong các buổi hòa nhạc cạnh tranh sơ bộ ở Luân Đôn, Paris và Amsterdam. MV bài "Anti-crisis girl" xếp thứ ba về số lượt xem trên kênh YouTube chính thức của Eurovision. Theo thống kê truy dấu tìm kiếm từ các quốc gia tham dự Eurovision, Svitlana Loboda xếp thứ tư theo xếp hạng của Google. Năm 2009, Loboda tạo ra dòng áo phông "Anti-crisis boy" và "Anti-crisis bag" dành riêng cho cuộc thi.

### 2010-2015: Danh tiếng vang rộng
Tháng 1 năm 2010, MV của ca khúc "Live Easy" được phát hành; trong MV, Loboda vào vai một cô gái mật, cô trở nên như vậy sau thất bại tại Eurovision. Sau "Live Easy", Loboda thu một bài song ca mang tên "Heart Beats" với Max Barskikh và sớm tung ra MV không lâu sau đó. Năm 2010, Svitlana Loboda chính đổi tên dự án âm nhạc của mình và đăng ký bản quyền cho nhãn hiệu-thương hiệu LOBODA. Mùa hè năm 2010, đĩa đơn "Revolution" được phát hành. Tại lễ trao giải VIVA, Loboda đã trình bày đĩa đơn "Thank You" dành tặng riêng cho con gái cô. MV bài hát được ghi hình ở hai sân khấu: phần đầu MV được ghi khi nữ ca sĩ mang thai chín tháng, còn phần sau là sau khi cô hạ sinh.
Tháng 4 năm 2011, Svitlana Loboda cùng với cầu thủ bóng đá Andriy Shevchenko trở thành những gương mặt trong dự án "Pepsi Refresh Project" (thuộc chiến dịch của Pepsi) bản chất của dự án là để giúp đỡ những người trẻ sáng tạo tìm ra lối đi trong cuộc sống. MV của dự án do đạo diễn người Anh-Mỹ Nick Lively ghi hình, ông đặc biệt bay tới Ukraina để thực hiện riêng dự án này. Mùa hè năm 2011, buổi ra mắt ca khúc"In the Light" diễn ra tại sân khấu của Nhạc hội Crimea. sau đó, Loboda giới MV của bài.
Đầu năm 2012, Loboda tới Hoa Kỳ để ghi hình MV cho đĩa đơn "Clouds" và một bộ phim ngắn thuộc thể loại giật gân dựa trên nhạc phẩm "Clouds" — "Woman-Crime". Bộ phim được ghi hình tại Miami. Đạo diễn kiêm người quay phim là Vladimir Shklyarevsky. Leitmotif của phim là tác phẩm ở thế kỷ 19 có nhan đề "Woman, Criminal and Prostitute" của tác giả người Ý Cesare Lombroso (ông là một bác sĩ tâm lý trong ngục); phim hé lộ về chủ đề tội ác đam mê. Ngày 12 tháng 4 năm 2012, Loboda giới thiệu show "The Beginning" tại Crystal Hall; cô thực hiện chuyến lưu diễn ở Ukraina trong gần một năm. Tháng 6 năm 2012, MV cho ca khúc "What about U" (được ghi âm cho giải vô địch bóng đá châu Âu 2012) được phát hành. Bài hát này được lựa chọn từ hàng trăm bài khác để nộp cho tòa án của Ủy ban châu Âu thuộc UEFA, rồi được đưa vào danh sách ca khúc chính thức của giải đấu. Tháng 8 năm 2012, nhạc phẩm có lời "40 degrees" được trình bày tại Nhạc hội Crimea. Năm 2012, Loboda trở thành huấn luyện viên tại chương trình tìm kiếm tài năng "Voice. Children" trên kênh 1+1.
Tháng 2 năm 2013, cô giới thiệu đĩa đơn mới "Tenderness". Ngày 17 tháng 3 năm 2013, nữ ca sĩ phát hành đĩa đơn mới có tên gọi "Under Ice" trong lễ trao giải "Yuna". Cuối tháng 6 năm 2013, Loboda được trao danh hiệu "Nghệ sĩ Ưu tú Ukraina". Ngày 1 tháng 11 năm 2013, cô phát hành đĩa đơn "Kokhana" (Beloved) - tác phẩm đầu tiên của cô bằng tiếng Ukraina. Ngày 13 và 14 tháng 2 năm 2014, cô biểu diễn tại BIG LOVE SHOW 2014, tại đây cô trình bày ca khúc "City Under Prohibition"; đến ngày 26 tháng 3 năm 2014, đĩa đơn mới chính thức được phát hành. Ngày 29 tháng 3, Loboda tiếp tục thực hiện tour diễn khắp Ukraina mang tên "Under Prohibition!". Ngày 22 tháng 5 năm 2014, Loboda cùng với Emin trình bày đĩa đơn-MV bài "Looking at the sky". MV do nhà sản xuất của Loboda là Natella Krapivina làm đạo diễn. Nhà thiết kế sản xuất là Sergiy Ivanov (từng thực hiện bộ phim Stalingrad). Ngày 29 tháng 9 năm 2014, Loboda và Emin trình bày bản cover bài "Looking at the Sky". Ngày 18 tháng 10 năm 2014, đĩa đơn "Don't Need It" được ra mắt. Cô nhận được đề cử giải YUNA cho Nghệ sĩ trình diễn nữ xuất sắc nhất và Bài hát xuất sắc nhất ("Clouds"), và giành chiến thắng tại Red Star. "40 Degrees" được đưa vào danh sách 20 bài hát hay nhất và được vinh danh là Bài hát của năm (Ukraina). Loboda được trao Giải Nhân vật Thời trang cho video thời trang của bài "40 Degrees".

### 2016-2022: H2LO, "Voice. Children" và các dự án khác
Ngày 11 tháng 1 năm 2016, Loboda giới thiệu ca khúc "To Hell the Love," và vào ngày 19 tháng 2 năm 2016, cô ra mắt MV của bài hát. Ngày 9 tháng 5 năm 2016, cô là người diễn khai mạc buổi hòa nhạc chiếu trên kênh Inter TV, được tổ chức để kỷ niệm 71 năm chiến thắng cuộc Chiến tranh Vệ quốc Vĩ đại; cô hát bài "Our Tenth Paratrooper Battalion" của Bulat Okudzhava. Cô bế mạc buổi hòa nhạc với bài quân ca "Cranes".
Ngày 30 tháng 6 năm 2016, Ban tổ chức của cuộc thi Hoa hậu Hoàn vũ quốc tế Ukraina 2016 chính thức thông báo công nhận Loboda là đại diện sáng giá nhất của ngành âm nhạc và trao cho cô danh hiệu "Ca sĩ đẹp nhất quốc gia". Ngày 6 tháng 9 năm 2016, đĩa đơn "Your Eyes" đã ra mắt, còn ngày 9 tháng 11 năm 2016, MV của bài được phát hành. Đĩa đơn nắm giữ ngôi đầu bảng iTunes ở khối các quốc gia CIS trong năm tuần. Ngày 19 tháng 11 năm 2016, cô nhận tượng Gramophone Vàng ở Moskva nhờ ca khúc "To Hell with Love." Cùng năm ấy, cô còn thắng giải âm nhạc M1 cho ca sĩ xuất sắc nhất và MV của năm.
Ngày 8 tháng 3 năm 2017, Loboda sáng lập chưng trình dài ba giờ đồng hồ tại Cung Thể thao ở Kyiv và giới thiệu album H2LO, dự án mà cô mất tới năm năm để thực hiện. Bảy đĩa đơn mới được cô trình bày vào đêm hôm ấy: "Paris", "Bride", "Accidental", "Bitch" và một số bài khác. Vào hôm đầu tiên sau ngày album ra mắt chính thức trên iTunes, H2LO đã giành ngôi đầu bảng xếp hạng ở bảy quốc gia: Ukraina, Litva, Latvia, Estonia, Nga, Belarus và Kazakhstan. Ngoài ra, buổi hòa nhạc này còn chứng kiếm màn ra mắt bài song ca "Hot" của cô Dima Monatik. Hai nghệ sĩ bắt đầu hợp tác với bài "40 degrees", tác giả của bài hát là Dima. Tháng 12 năm 2017, cô trở thành MC phiên bản "ngôi sao" của chương trình du lịch "Oryol i Reshka" cùng Alexander Revva.
Năm 2018, cô là nhà sản xuất đĩa đơn "The Color of Mood Blue" của Philip Kirkorov. Cô giành chiến thắng tại giải thưởng RU.TV 2017 ở các hạng mục Nghệ sĩ trình diễn nữ xuất sắc nhất, Tác phẩm sáng tạo nhất ("Your Eyes"), giải Muz-TV 2017 cho Nghệ sĩ trình diễn nữ xuất sắc nhất. Tháng 3 năm 2018, lễ trao giải "Heat Music Awards" lần thứ hai được tổ chức, và cô đã giành chiến thắng giải Nữ nghệ sĩ trình diễn xuất sắc nhất. Ngày 10 tháng 3 năm 2018, tại lễ trao giải Bravo, nữ ca sĩ giành giải Album xuất sắc nhất và Ca sĩ xuất sắc nhất từ tay Eros Ramazzotti. Bên cạnh đó, cô cũng xác nhận thông tin mình đang mang bầu, vì thế cô đang tạm ngừng tham gia các buổi hòa nhạc.

## Danh sách đĩa nhạc
Album phòng thu
- Ty ne zabudesh (2005)
- Ne Ma4o (2008)
- H2LO (2017)
- Sold Out (2019)
- Made in U (2023)